# 平林古墳
平林古墳（ひらばやしこふん）は、奈良県葛城市兵家にある古墳。形状は前方後円墳。奈良県指定史跡に指定されている。

## 概要
奈良盆地西縁、葛城山系の金剛山地から北東に派生した丘陵の頂部に築造された古墳である。1958年（昭和33年）・1990-1992年（平成2-5年）に発掘調査が実施されている。
墳形は前方部が発達した前方後円形で、前方部を西方向に向ける。墳丘は後円部では2段築成の可能性がある。墳丘外表で埴輪は認められないが、後円部では2段の外護列石や葺石が認められるほか（前方部は未調査）、前方部端には幅5メートルの空濠を伴う。埋葬施設は後円部における両袖式の横穴式石室で、南南東方向に開口する。石室内では玄室の棺は失われているが、羨道の組合式家形石棺の底石が遺存する。石室内は盗掘に遭っているが、発掘調査では銅鏡（仿製画文帯神獣鏡四仏四獣鏡）・馬具・鉄製品・須恵器・土師器などの多数の副葬品が検出されている。
築造時期は、古墳時代後期の6世紀後半（または6世紀中葉）頃と推定され、築造後の追葬も認められる。奈良盆地南西部の葛城地域では最後の前方後円墳として重要視される古墳になる。
古墳域は1991年（平成3年）に奈良県指定史跡に指定されている。現在では史跡整備のうえで石室内への立ち入りは制限されている。

## 遺跡歴
- 1958年（昭和33年）、石室の調査（小島俊次・北野耕平ら）[2]。
- 1990-1992年（平成2-5年）、史跡整備に伴う発掘調査（奈良県立橿原考古学研究所・當麻町教育委員会、1994年に報告書刊行）[2][1]。
- 1991年（平成3年）3月8日、奈良県指定史跡に指定[4]。

## 墳丘
墳丘の規模は次の通り。
- 墳丘長：62メートル（推定復元。かつては55メートル）
- 後円部
  - 直径：83メートル
  - 高さ：8.8メートル
- 前方部
  - 長さ：29メートル
  - 幅：42メートル

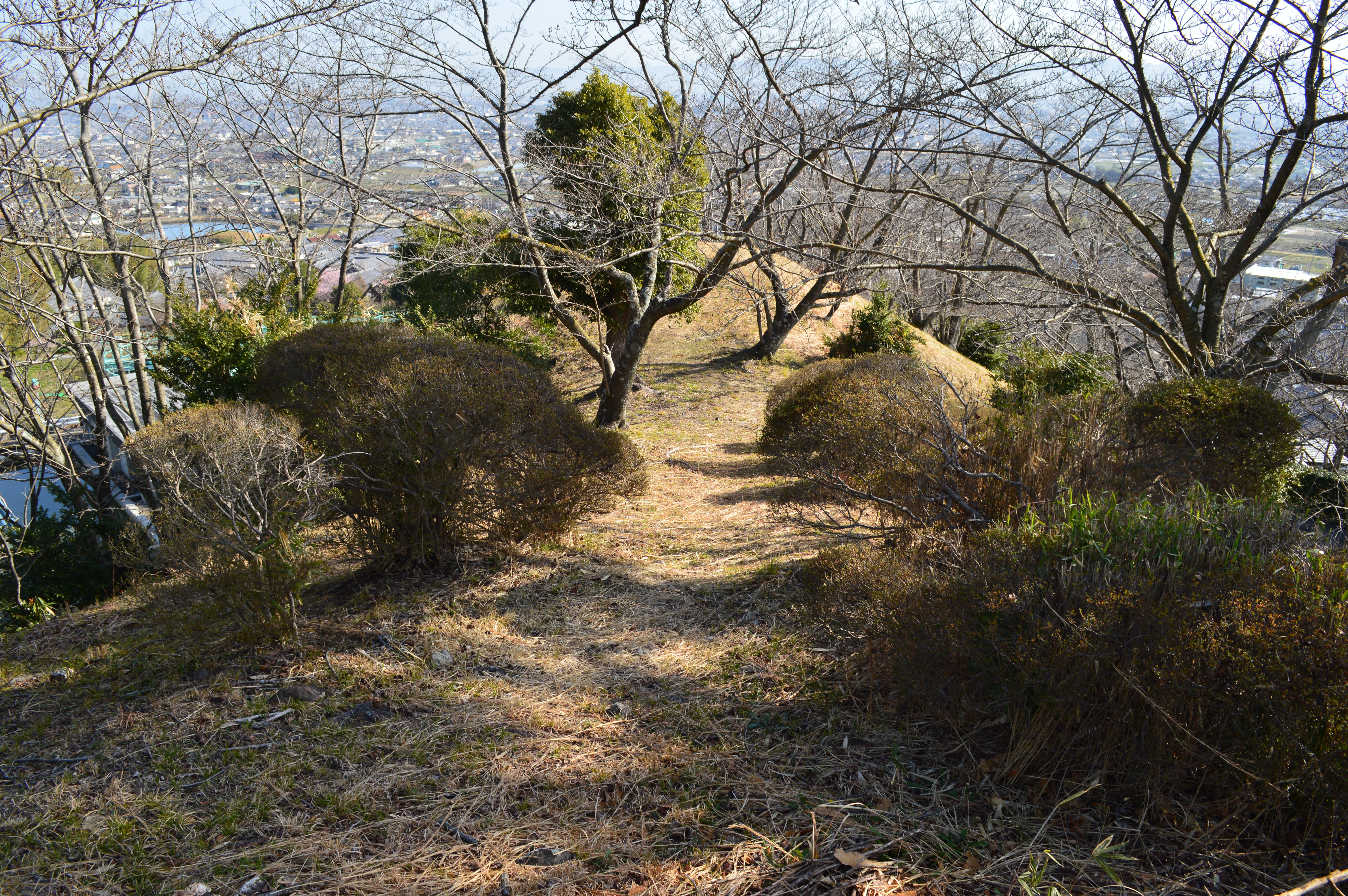
前方部から後円部を望む
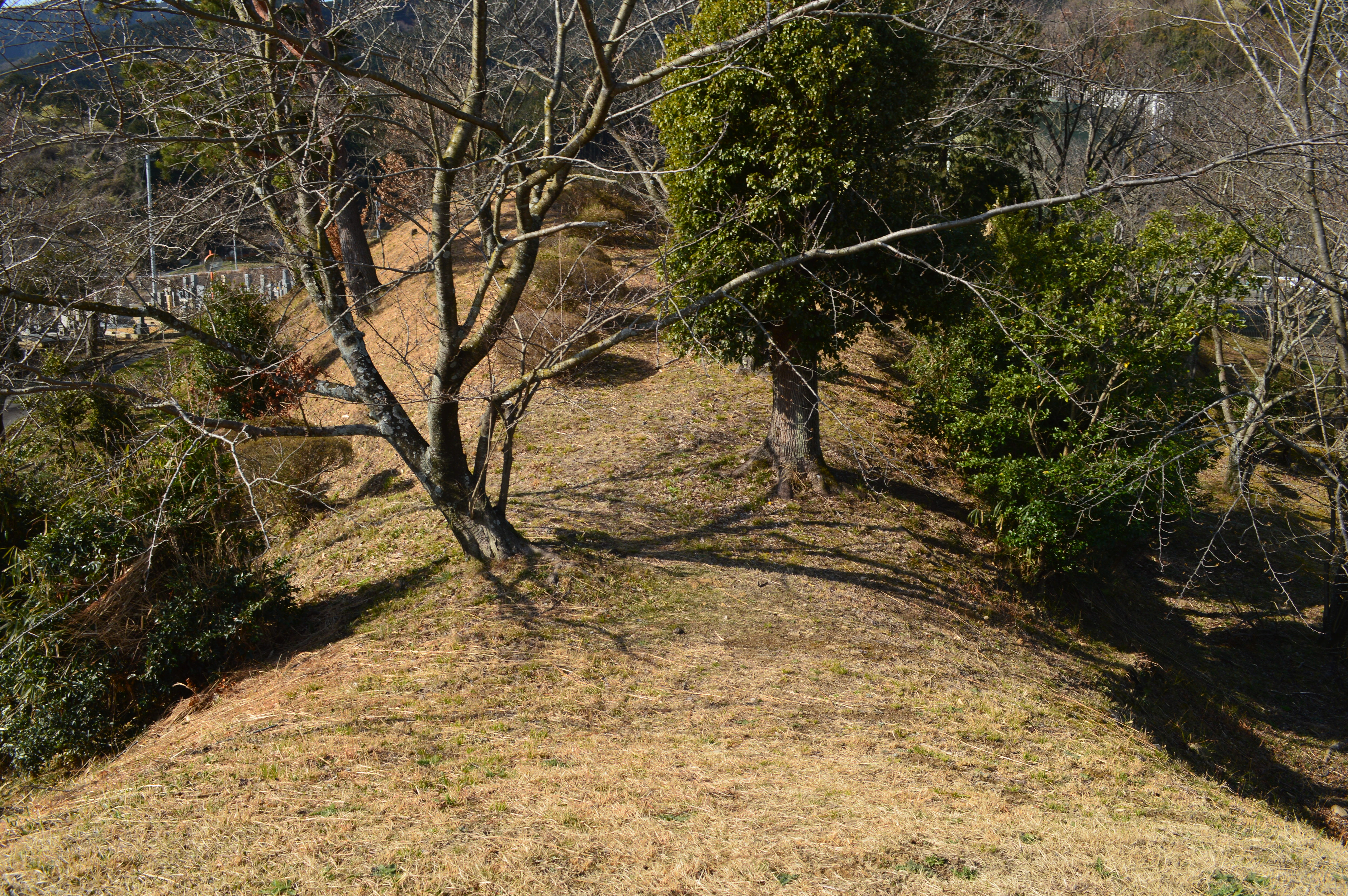
後円部から前方部を望む

## 埋葬施設

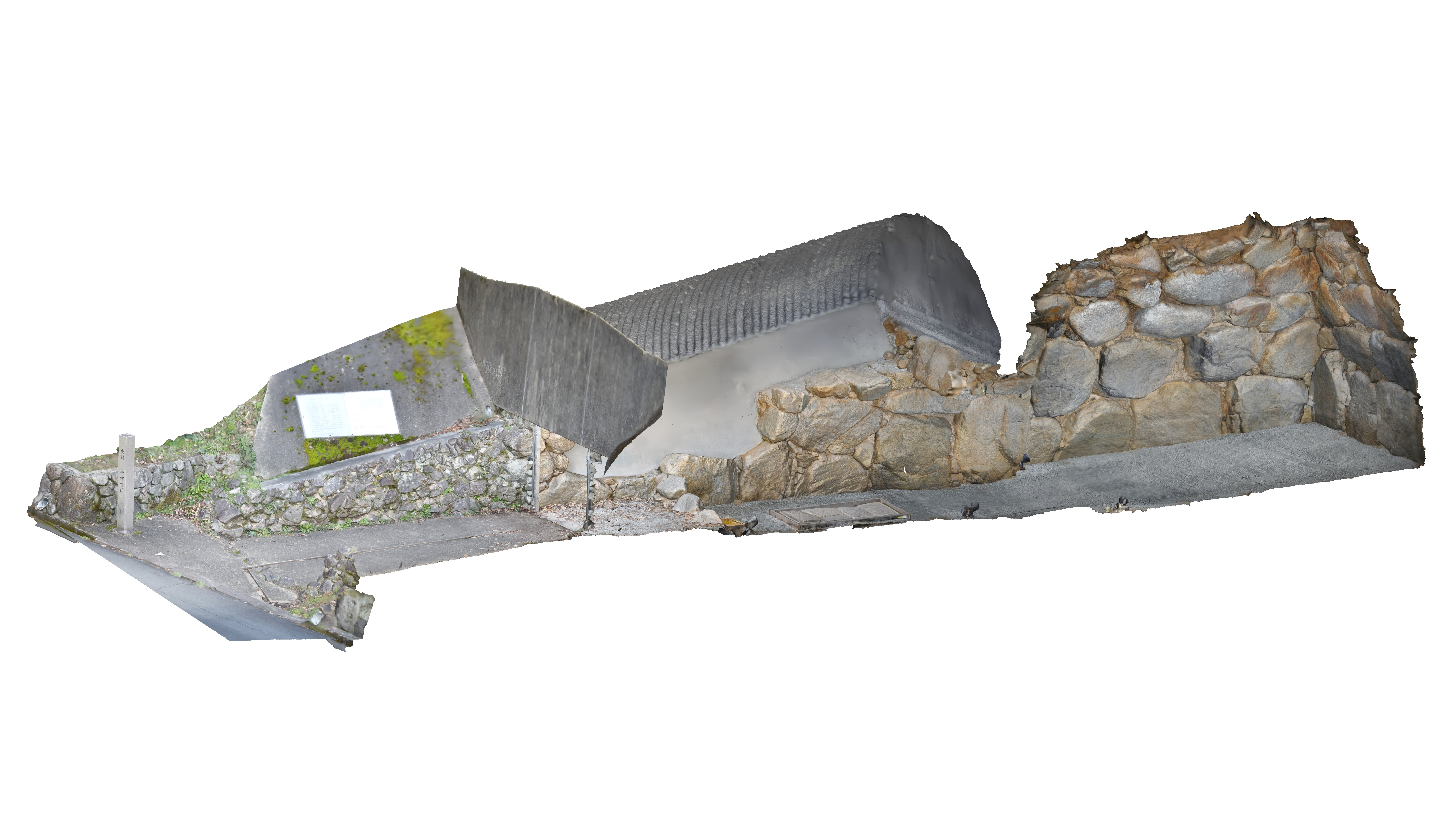
石室俯瞰図

石室展開図

埋葬施設としては後円部において両袖式横穴式石室が構築されており、南南東方向に開口する。石室の規模は次の通り。
- 石室全長：20.1メートル
- 玄室：長さ5.7メートル、幅3.3メートル、高さ3.8メートル
- 羨道：長さ8.8メートル、幅1.9メートル、高さ2メートル
- 前庭部：長さ5.6メートル[2]

石室の石材には花崗岩が使用される。羨道中央部には羨道仕切り施設を伴うほか、入り口付近にも入り口仕切り施設を伴う。
石室内は盗掘に遭っているため、玄室では棺は失われているが（石棺・木棺と推定）、羨道では組合式家形石棺の底石が遺存する。また石室内の発掘調査では多数の副葬品が検出されており、追葬も認められる。

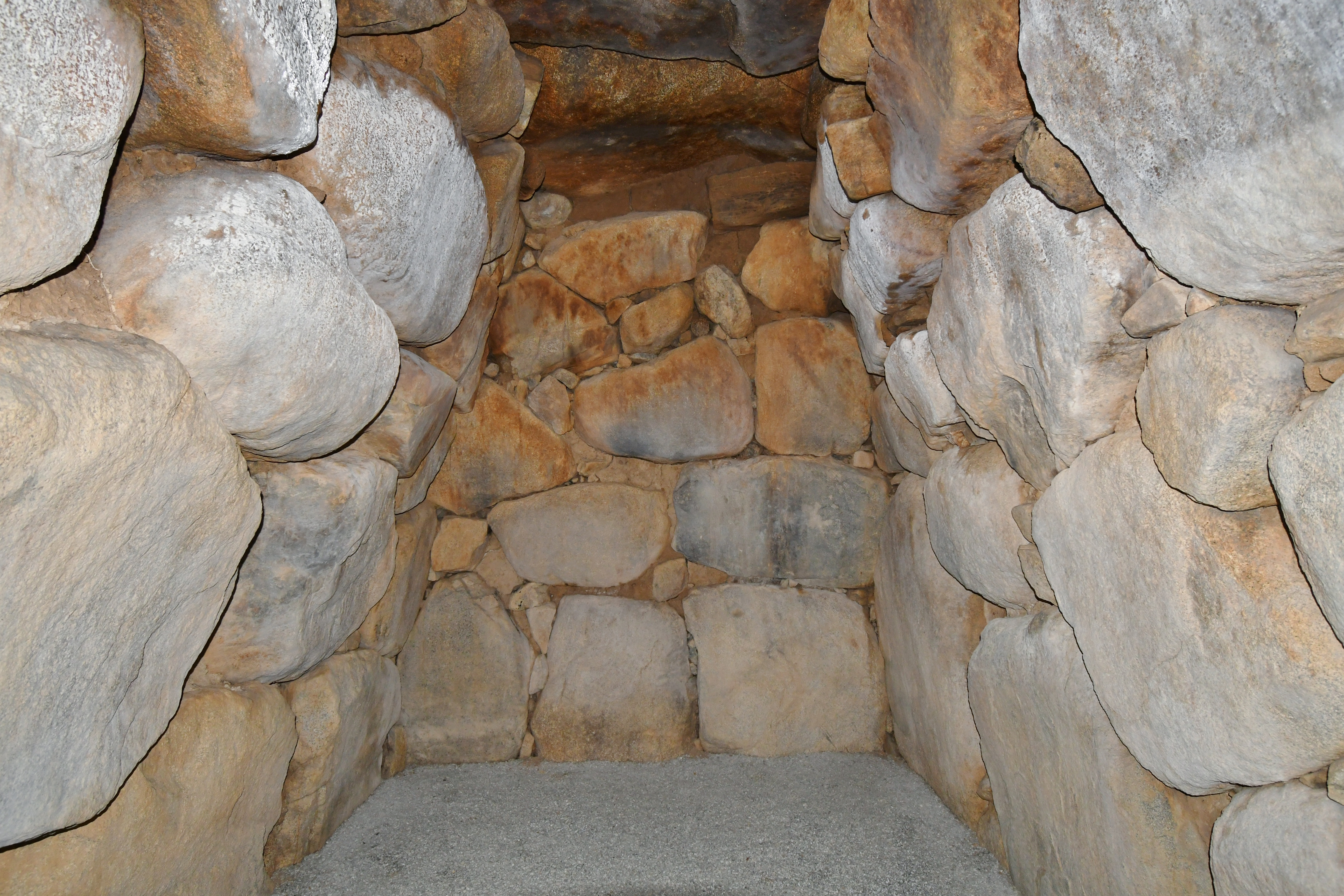
玄室（奥壁方向）
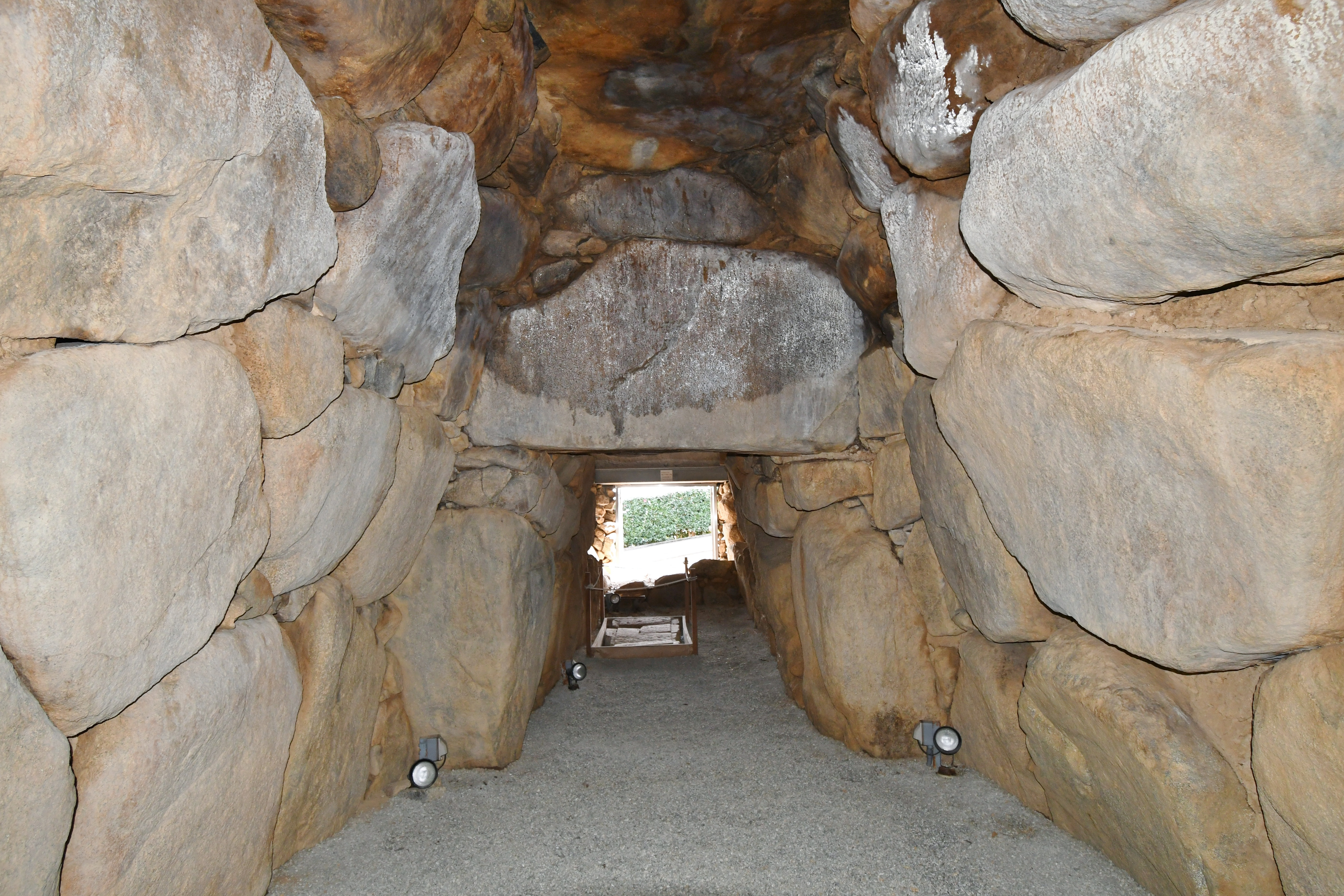
玄室（開口部方向）
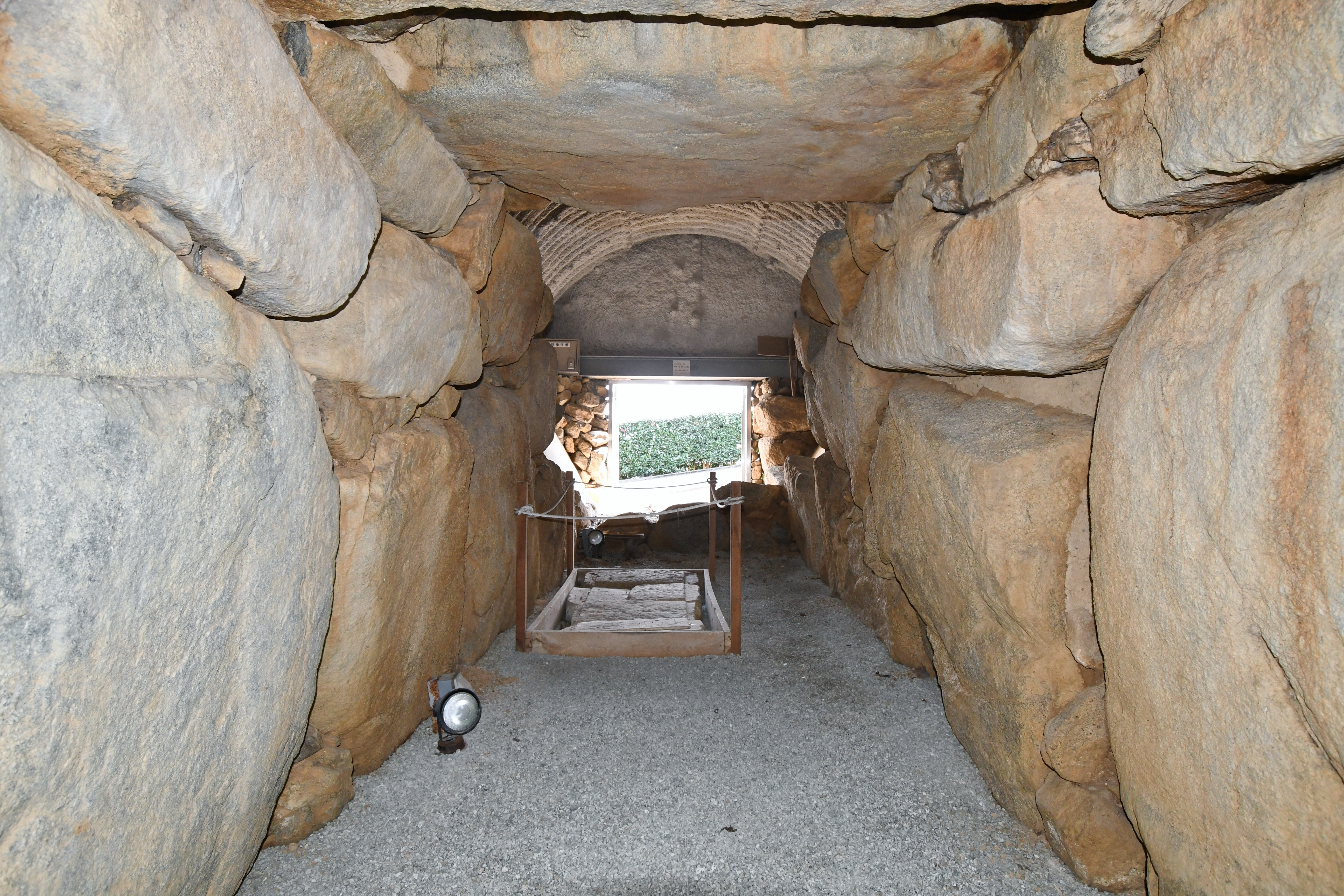
羨道（開口部方向）
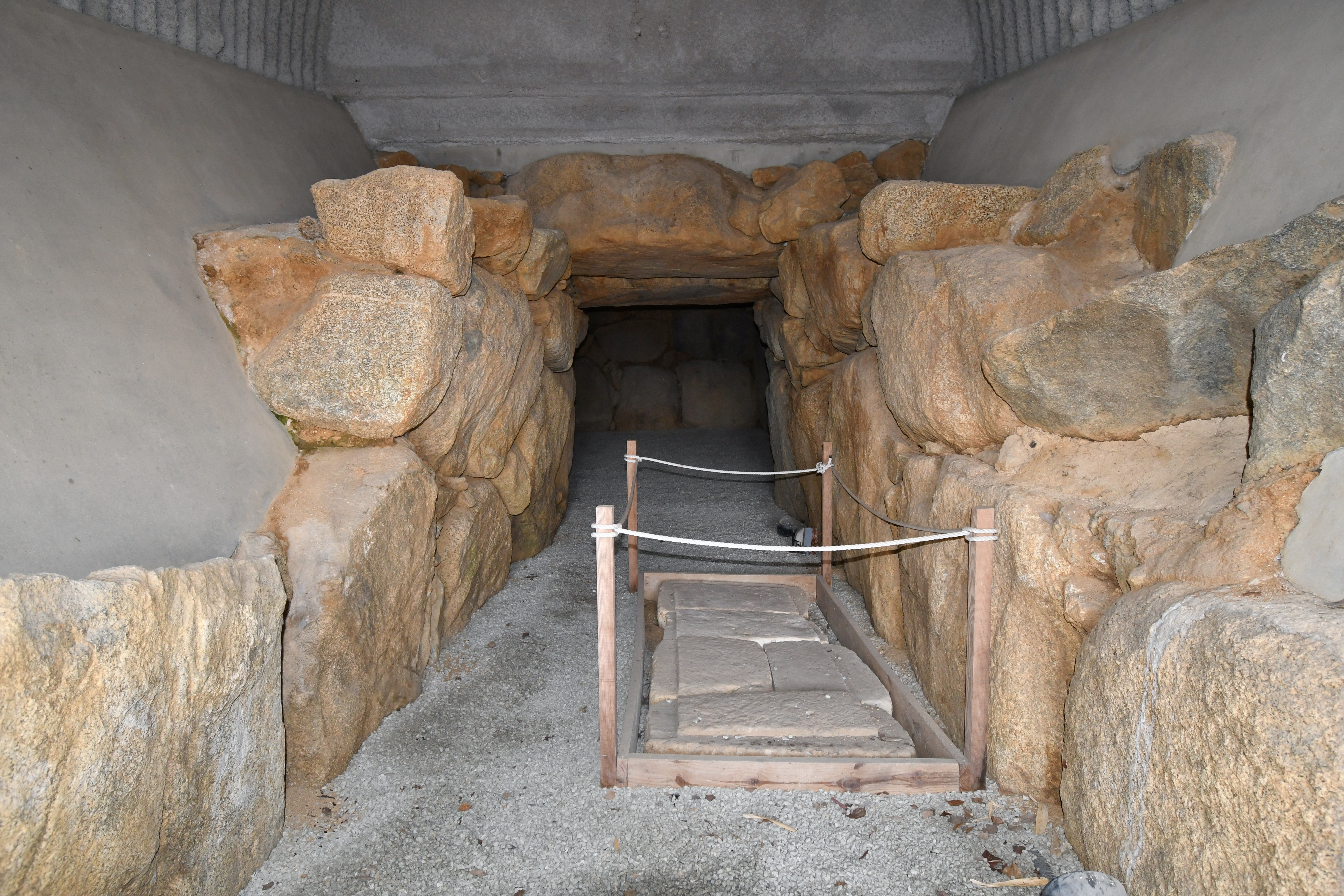
羨道（玄室方向）
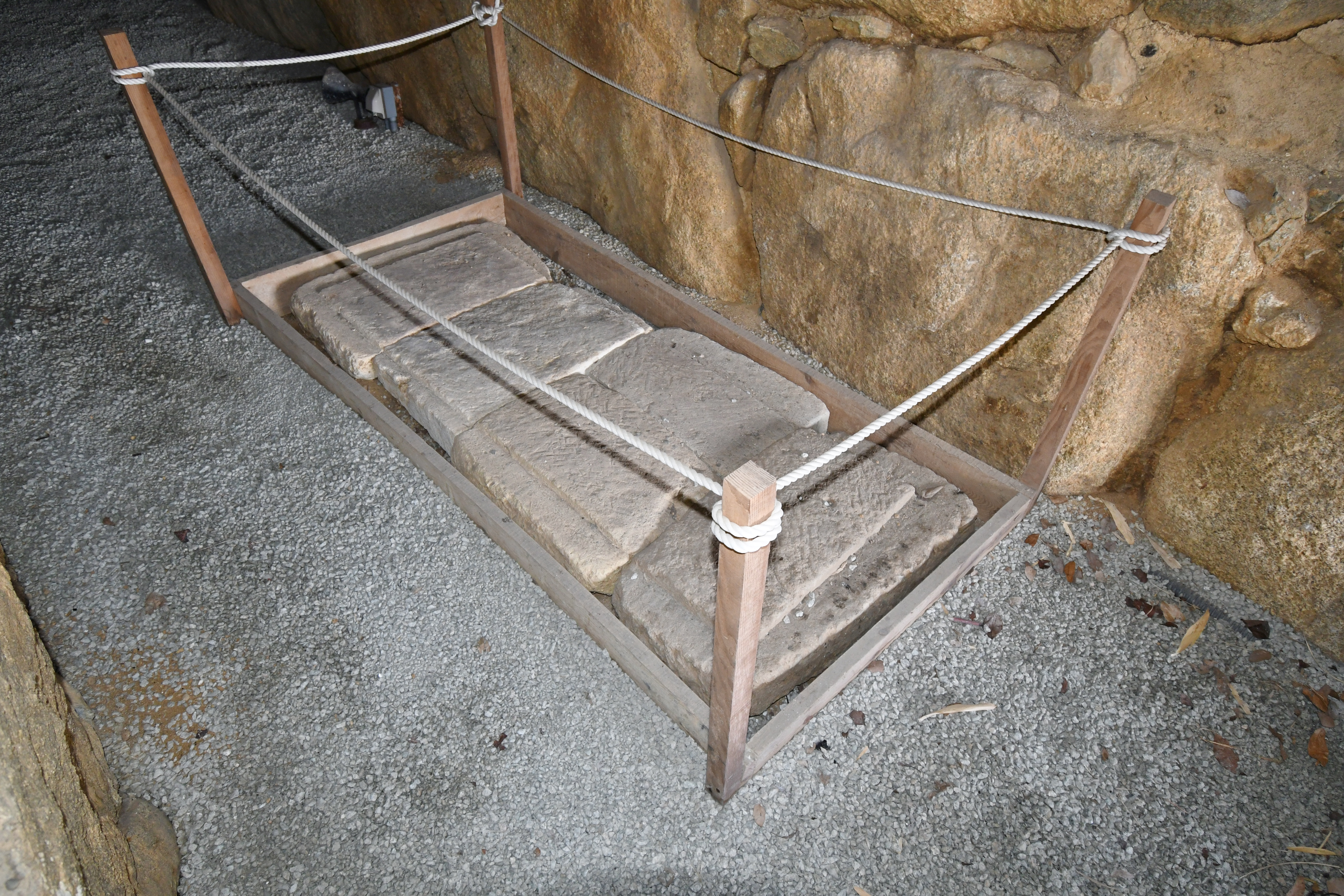
羨道の石棺底石
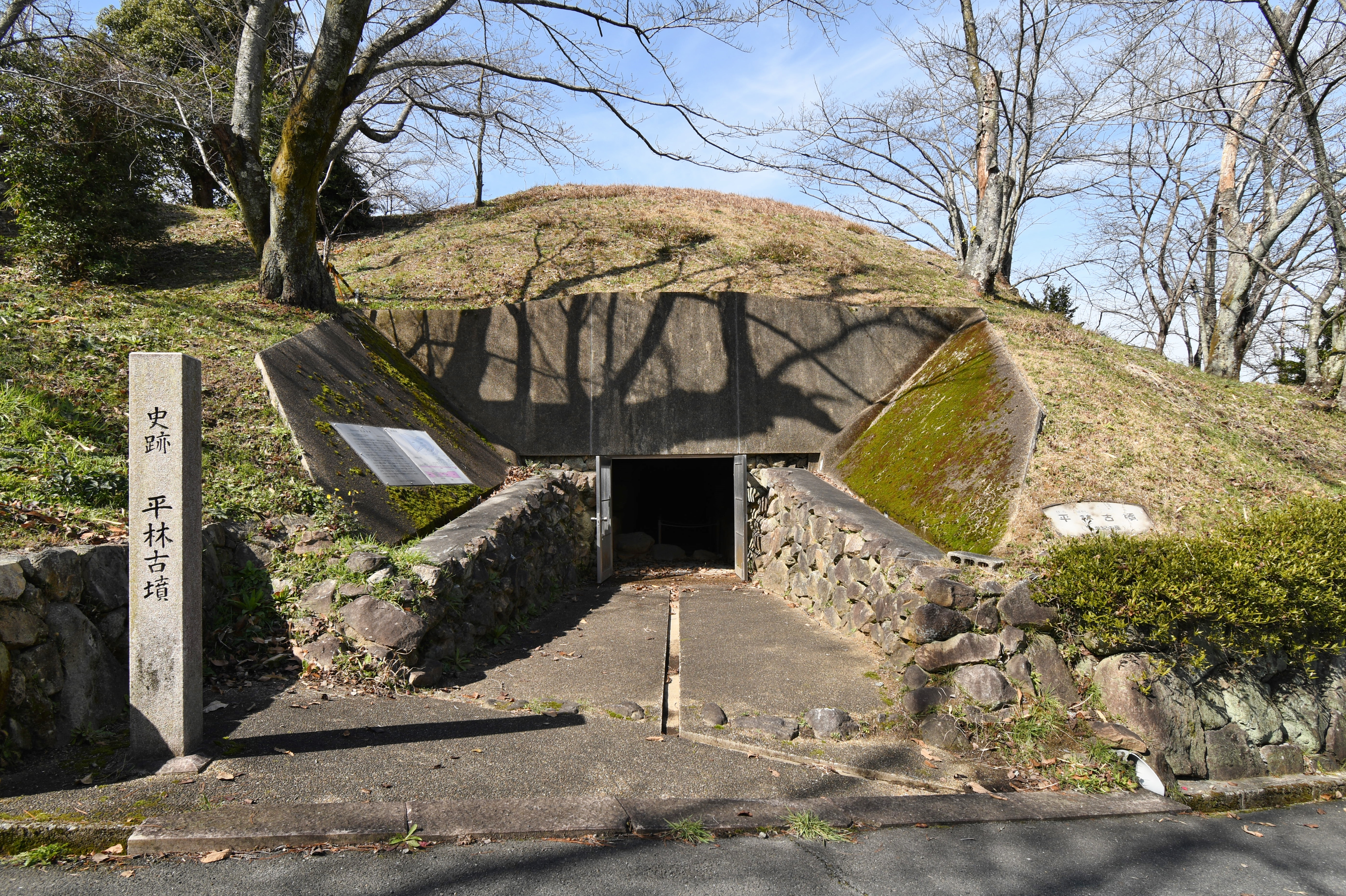
前庭部

## 出土品
石室内の発掘調査で検出された副葬品は次の通り。
- 銅鏡
  - 仿製画文帯神獣鏡四仏四獣鏡
- 馬具
  - 金銅製楕円形鏡板
  - 心葉形杏葉 4
  - 鞍金具
  - 雲珠
  - 辻金具 3
  - 鉄製障泥釣金具 4
  - 木芯鉄板貼壺鐙
  - 帯先金具 12
- 武器
  - 鉄刀
  - 鉾
  - 弓金具
  - 鏃 多数
- 農工具
  - 鉄斧
  - 鉇
  - 鎌
- 土器
  - 須恵器 85
  - 土師器 10

## 文化財

### 奈良県指定文化財
- 史跡
  - 平林古墳 - 1991年（平成3年）3月8日指定[4]。

## 関連施設
- 奈良県立橿原考古学研究所附属博物館（橿原市畝傍町） - 平林古墳の出土品を保管・展示。

## 関連文献
（記事執筆に使用していない関連文献）
- 奈良県立橿原考古学研究所 編『平林古墳』當麻町教育委員会〈当麻町埋蔵文化財調査報告第3集〉、1994年。